# Crío

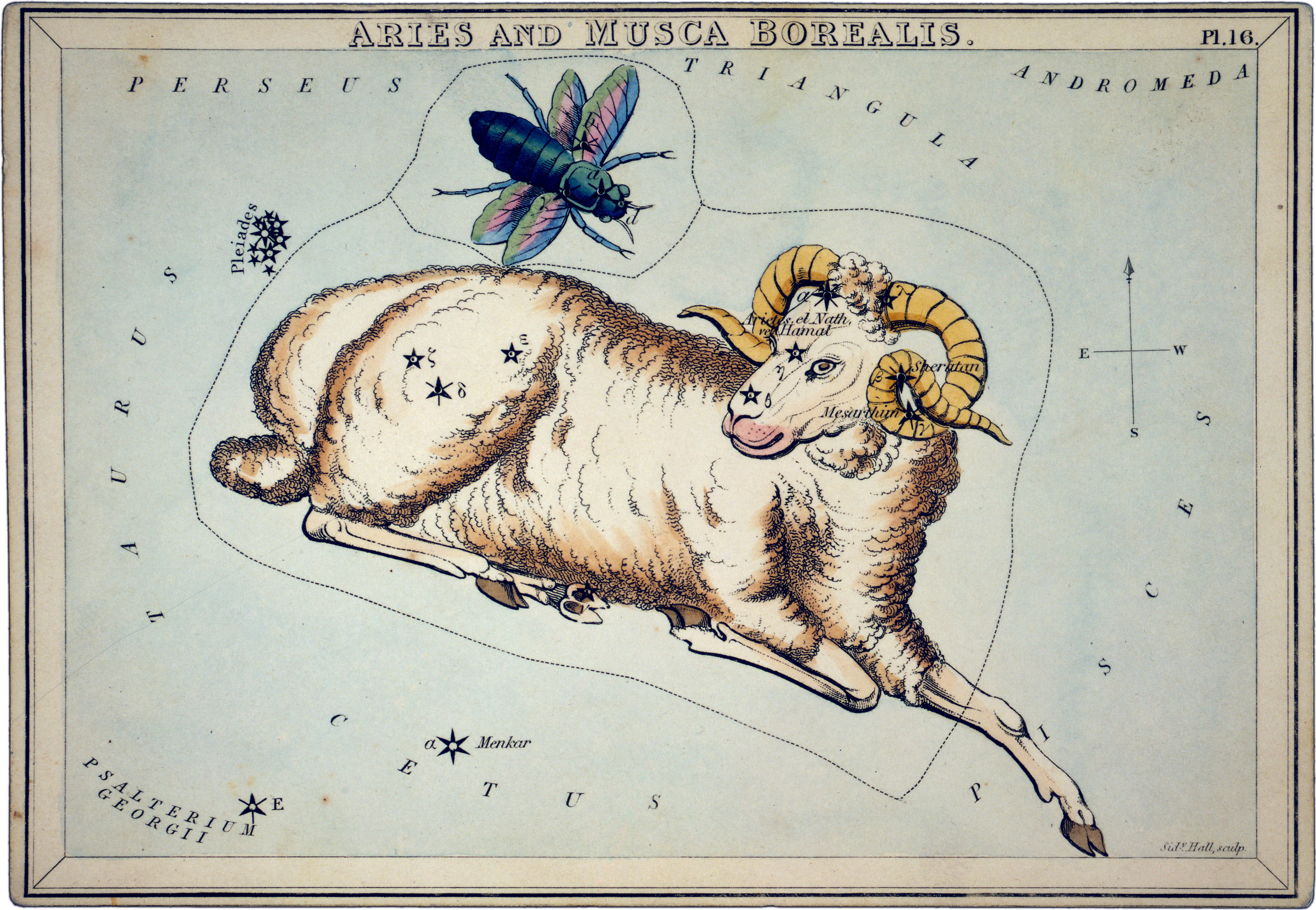
Aries y Musco, un juego de cartas celestiales acompañadas de Un tratado familiar sobre astronomía.

En la mitología griega, Crío (en griego antiguo: Κρῖος, Κρείος o Κριός)  era uno de los titanes citados por Hesíodo en su Teogonía, hijo de Urano y Gea. Su nombre viene sugiriendo «carnero», y así Nono lo identifica explícitamente con la constelación del Carnero. Cornuto dice que los antiguos antendían a Crío (Kríos) como el titán que personifica la jerarquía del dominio (como los pastores con el ganado) y de ahí quizá recibió también en los rebaños su nombre el carnero (krioú).
Crío tomó como consorte a una hija de Ponto, «y así Euribia dio a luz al poderoso Astreo, a Palante y a Perses que se distinguió entre todos por su sabiduría». El menos individualizado entre sus hermanos, ni siquiera fue conservado su patronímico (que vendría a ser "Crieida"). M. L. West ha sugerido cómo Hesíodo rellenó el complemento de los Titanes a partir del grupo central: añadiendo tres figuras procedentes de la tradición arcaica de Delfos, Ceo, Febe (cuyo nombre asumió Apolo con el oráculo) y Temis. Entre otras posibles interpolaciones de Titanes estaba Crío, cuyo interés para Hesíodo era como padre de Perses y abuelo de Hécate. La descendencia de Crío a veces es citada como parte de la raza de los gigantes, más que de titanes de segunda generación. De la misma manera sus nietos ya son, bien abstracciones personificadas (la Fuerza, el Poder, la Victoria y el Fervor), o bien dioses de las estrellas y los vientos (Bóreas, Céfiro, Eósforo y Noto) Participó en la guerra entre los titanes y los olímpicos, la Titanomaquia, aunque sin ningún papel concreto que jugar. Cuando los titanes fueron derrotados, Crío fue desterrado junto a sus hermanos al Tártaro, la parte más profunda del inframundo, y desde entonces nada más se ha vuelto a saber de él. En los himnos homéricos se le denomina como Megamedes (Μεγαμηδες, esto es, «gran señor»), al menos como padre de Palante.
Pausanias cita a otros dos personajes también llamados Crío, pero no establece explícitamente si son el mismo personaje en tradiciones diferentes. Así cuenta que uno de los ríos descienden de las montañas sobre Pelene se llama Crío en su honor, río que se eleva en el monte Sípilo, pero es a su vez un afluente del Hermo. También nos dice que la serpiente Pitón fue su propia hija, y que Crío, que era un hombre con autoridad, gobernaba en Beocia.